# Grupa Interwencyjna Żandarmerii Narodowej

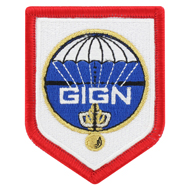
Emblemat GIGN

Grupa Interwencyjna Żandarmerii Narodowej (GIGN, wym. „że-i-żen” wymowaⓘ), oryg. Groupe d'Intervention de la Gendarmerie Nationale – oddział antyterrorystyczny Francuskiej Żandarmerii Narodowej, założony w 1973.
Grupa powstała po krwawych wydarzeniach mających miejsce w czasie olimpiady w Monachium w 1972. Francuski rząd planował utworzenie takiej jednostki, na wypadek ewentualnego ataku terrorystycznego we Francji. W 1973 powołano jednostkę złożoną z dobrze wyszkolonych ludzi oraz z dobrego wyposażenia, by zwalczała różnego typu ataki z jak najmniejszymi stratami wśród ludności, zakładników oraz samych komandosów. W marcu 1974 jednostka mogła już prowadzić działania. Pierwszym dowódcą został Christian Prouteau.

## Zadania GIGN

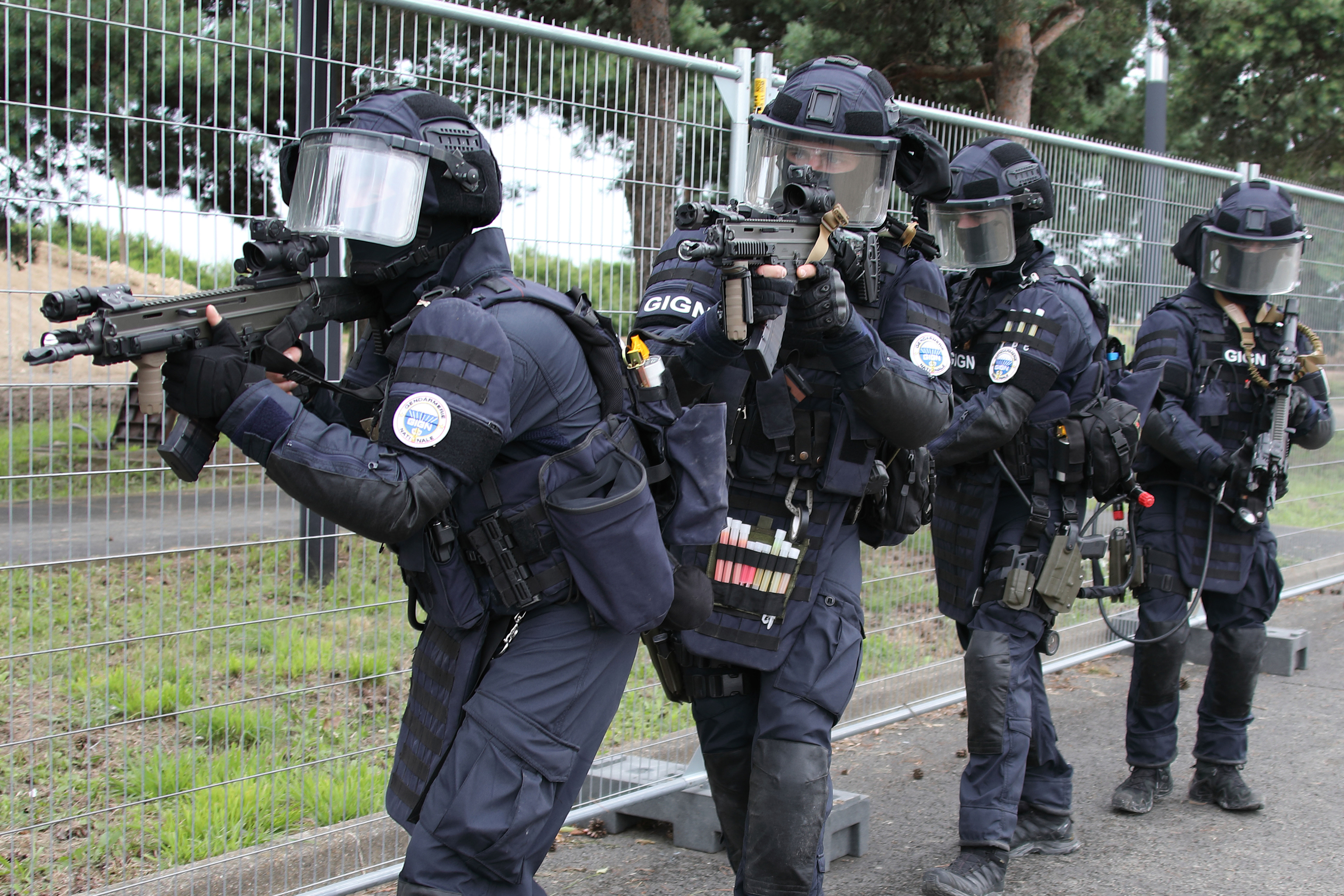
Funkcjonariusze GIGN

GIGN jest główną jednostką antyterrorystyczną Francji mogącą interweniować we Francji, jej terytoriach zamorskich oraz za granicą. Podstawowe zadania to walka z terroryzmem lotniczym, tłumienie buntów więziennych, zatrzymania najniebezpieczniejszych przestępców oraz wsparcie oddziałów specjalnych Policji (GIPN i RAID).
GIGN składa się z sześciu grup po 15 ludzi, stanowiących 4 grupy szturmowe i 2 pomocniczo-organizacyjne. Każda grupa szturmowa jest podzielona na 2 zespoły taktyczne.
Czas postawienia jednostki do akcji wynosi 30 minut podczas 24 godzinnego dyżuru.

### Operacje
W czasie istnienia jednostka wzięła udział w ok. 1000 operacjach, ratując 500 zakładników, aresztując 1000 oraz zabijając setki terrorystów. W czasie akcji zginęło 2 komandosów, a w czasie ćwiczeń 7.
GIGN zatrzymywało wielu groźnych przestępców i terrorystów we Francji i Europie. GIGN zwalcza ETA we Francji i Hiszpanii.
Słynne operacje
- Uwolnienie 30 dzieci z porwanego autobusu przez FLCS (front de libération de la côte somalienne, „ Front Wyzwolenia Wybrzeża Somali”) w Dżibuti w 1976 r.
- Planowanie uwolnienia dyplomatów z francuskiej ambasady w San Salvadorze w 1979 (porywacze poddali się zanim atak został przeprowadzony)
- Uwolnienie zakładników w Ouvéa na Nowej Kaledonii w maju 1988
- Ochrona w czasie ZIO w 1992 w Albertville
- Uratowanie 171 pasażerów linii lotniczych Francji lotu 8969 w Marsylii w 1994. Samolot został porwany przez 4 członków GIA, w czasie negocjacji z algierskim rządem zginęło 3 zakładników.
- W 1995 aresztowali Boba Denarda na Kormorach.
- Działania w Bośni, aresztowania ludzi podejrzanych o zbrodnie wojenne.

## Selekcja do GIGN

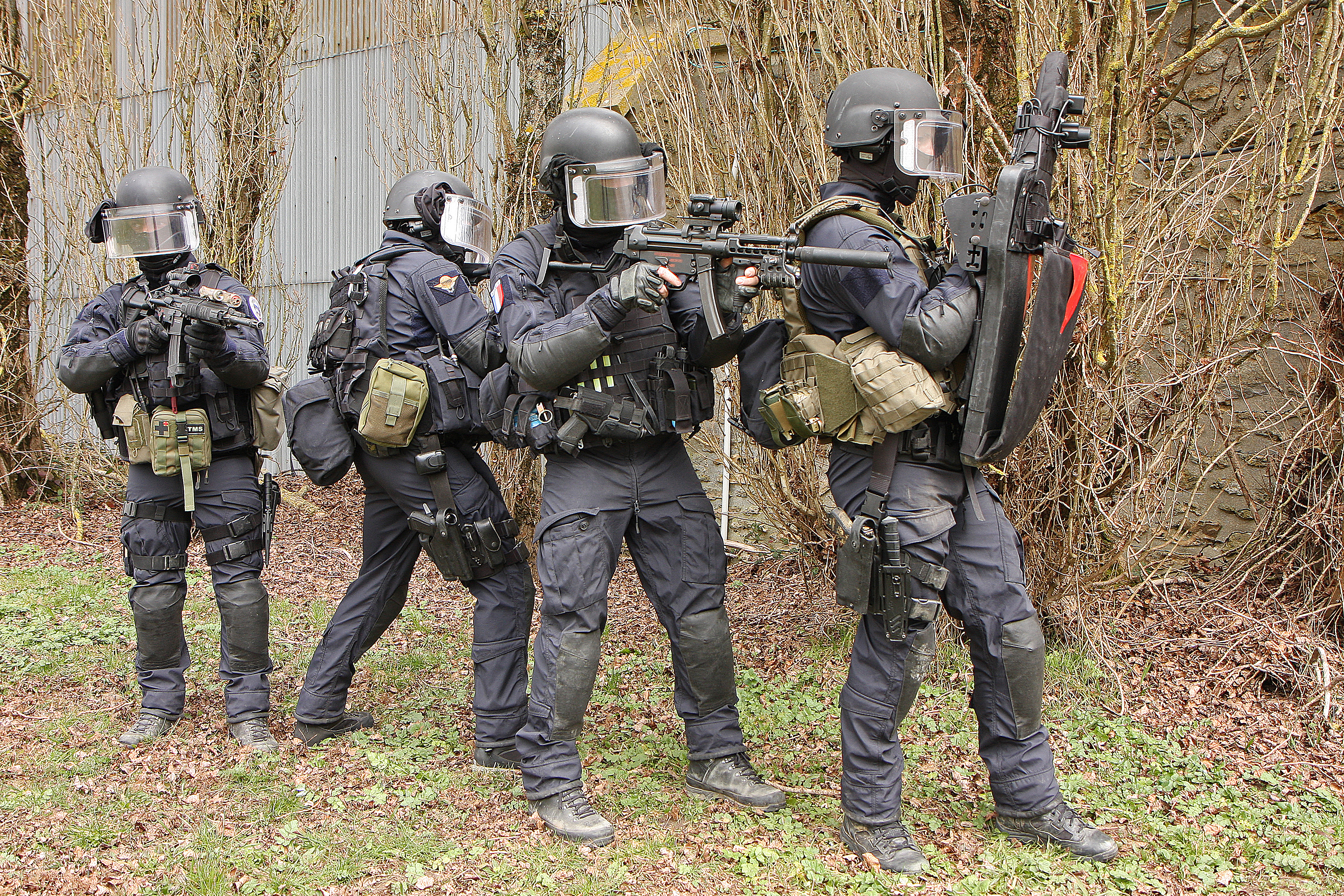
Funkcjonariusze GIGN

Do selekcji mogą zgłosić się ludzie do 32 lat zdolni wykonać 100 pompek, 300 brzuszków, 25 podciągnięć na drążku i szybkich wejść na linę. Na takich kandydatów czekają testy fizyczne: marsz z obciążeniem 8 km na czas, pływanie ze związanymi kończynami, skoki do wody, strzelanie z kbk na 200 m, strzelanie pistoletu na 50 m oraz testy psychiki i odwagi. Po przejściu tych konkurencji odbywa się rozmowa kwalifikacyjna z dowódcą jednostki. Selekcję przechodzi od 5 do 10% kandydatów.
Potem jest szkolenie obejmujące strzelanie, operowanie ze śmigłowców Equeril, Dauphin, EC-135 i Eurocopter Puma. Następne są kursy kierowania pojazdów, obsługa uzbrojenia, kursy walki wręcz, saperskie. Zaawansowane szkolenie obejmuje skoki spadochronowe HALO/HAHO, szkolenie z zakresu walki w pomieszczeniach - CQB, szturmowanie samolotów i pojazdów naziemnych (pociągi i autobusy).

## Uzbrojenie

### Broń krótka

#### Pistolety
- Glock 17
- SIG-Sauer P226
- Pistolet FN Five-seveN
- Beretta 92
- Colt M1911

#### Rewolwery
- Rewolwer Manurhin MR73
- Smith & Wesson 686 Stainless

### Broń długa

#### Pistolety maszynowe
- MP5
- FN P90

#### Karabiny
- FAMAS
- SIG Sauer 551
- SIG Sauer 552
- Heckler & Koch 33K
- CZ 805 Bren 2

#### Karabiny wyborowe
- SIG Sauer 550
- Karabin FR F1
- Barrett M82
- Mc Millan Tac-50
- Remington Bravo 51(inne języki)

#### Strzelby i granatniki
- Remington 870
- SPAS 12
- Granatnik HK 69
- Granatnik M79